# Vanja Milinković-Savić
Vanja Milinković-Savić, em alfabeto cirílico sérvio: Вања Милинковић-Савић (Ourense, 20 de fevereiro de 1997), é um futebolista sérvio nascido na Espanha, que atua como goleiro. Atualmente joga pelo Napoli, emprestado pelo Torino.
É irmão mais novo do também jogador, Sergej Milinković-Savić.

## Carreira
Vanja começou sua carreira no Manchester United, porém, nunca jogou por lá. No mesmo ano de sua promoção ao elenco profissional, foi emprestado ao Vojvodina.